# Kyjovník
Kyjovník (Laguncularia) je rod rostlin z čeledi uzlencovité, jehož jediným zástupcem je druh Laguncularia racemosa. Je to keřovitý nebo vzpřímený strom s nápadnými obloukovitými vzdušnými kořeny a jednoduchými vstřícnými listy. Květy jsou bělavé, drobné, v klasovitých květenstvích skládajících laty. Kyjovník roste jako jedna z podstatných složek mangrovových porostů na pobřežích tropické Ameriky a západní Afriky.

## Popis
Kyjovník je vzpřímený nebo keřovitý strom, dorůstající výšky do 10 metrů a průměru kmene obvykle do 30 cm. Větévky jsou lysé. Kůra je šedohnědá, hladká. Rostlina vytváří charakteristické vzdušné kořeny (pneumatofory). Listy jsou vstřícné, řapíkaté, 6 až 10 cm dlouhé a 4 až 5 cm široké, kožovité až dužnaté, lysé. Čepel listů je obvejčitá nebo eliptická, na vrcholu zaokrouhlená. Žilnatina je zpeřená, tvořená několika páry lehce prohnutých postranních žilek. Na vrcholu řapíku jsou 2 žlázky. Květy jsou jednopohlavné nebo oboupohlavné, bílé nebo zelenavě bílé, pětičetné, přisedlé, podepřené drobnými zelenými vejčitými listeny, v klasech skládajících až 20 cm dlouhé laty. Kalich je kuželovitý, zakončený 5 laloky. Korunní lístky jsou drobné, okrouhlé, opadavé nebo zcela chybějí. Tyčinek je 10 ve dvou řadách, mají velmi krátké nitky a nevyčnívají z květů. Semeník je spodní, tvořený jediným plodolistem obsahujícím 2 vajíčka. Čnělka je jen asi 1 mm dlouhá, zakončená hlavatou bliznou. Plody jsou kožovité, žebernaté, zploštěle kyjovitého tvaru, krátce chlupaté, 1,2 až 2 cm dlouhé. Na vrcholu mají zbytky vytrvalého kalichu a obsahují jediné semeno.

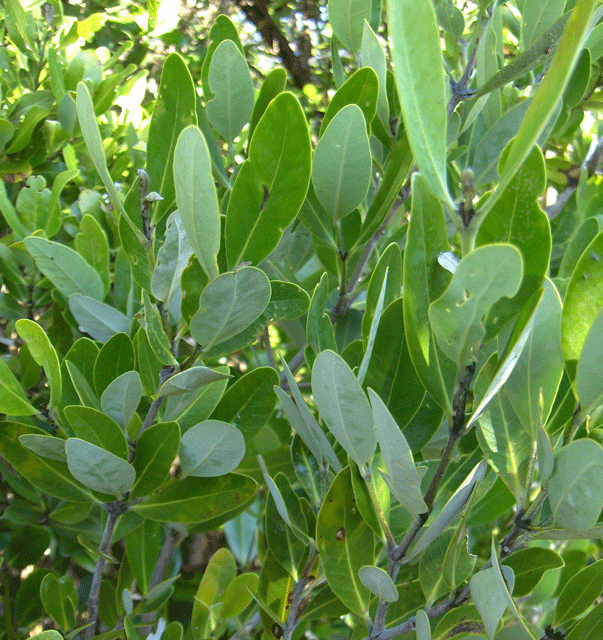
Větévky kyjovníku
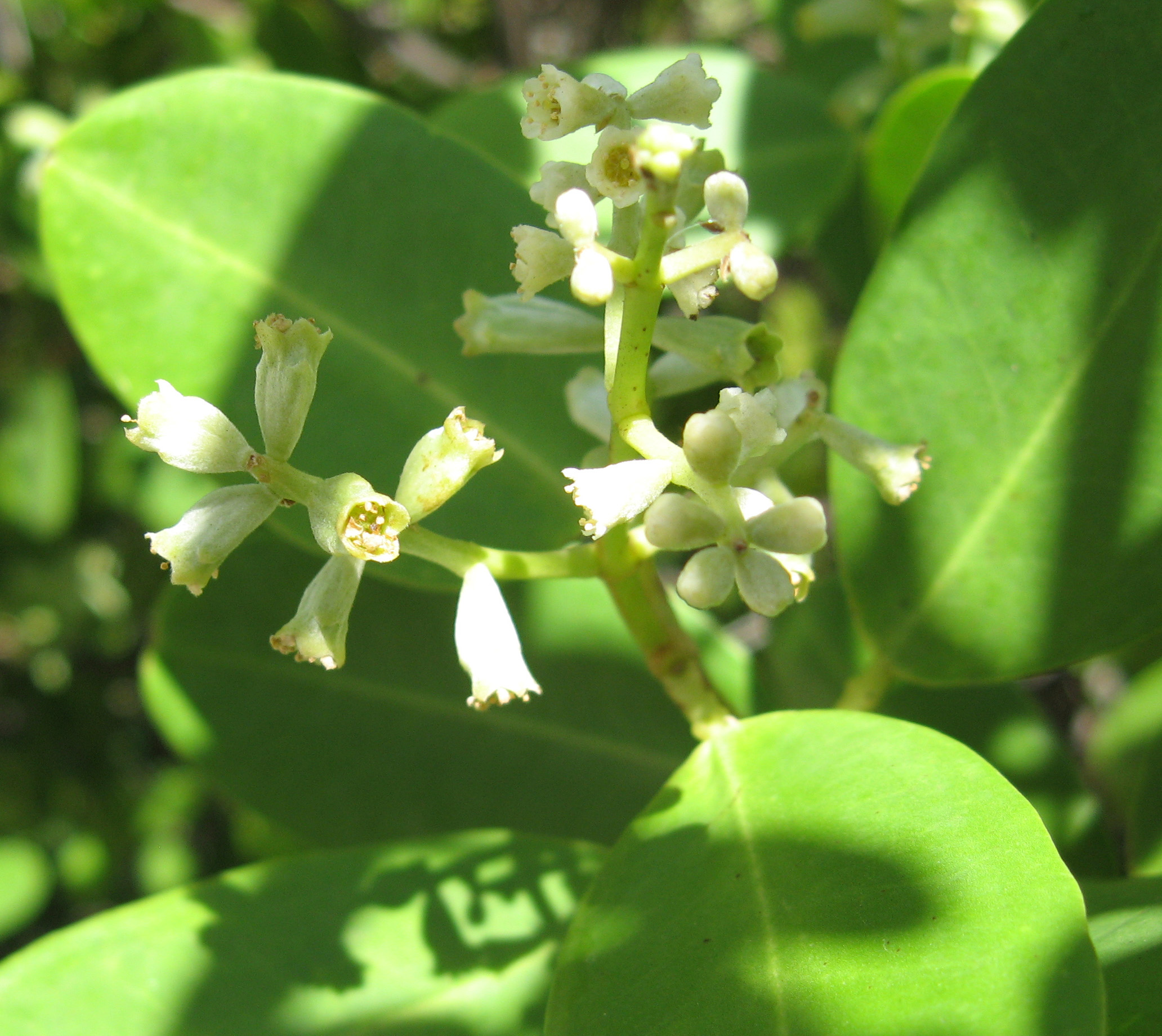
Květy kyjovníku
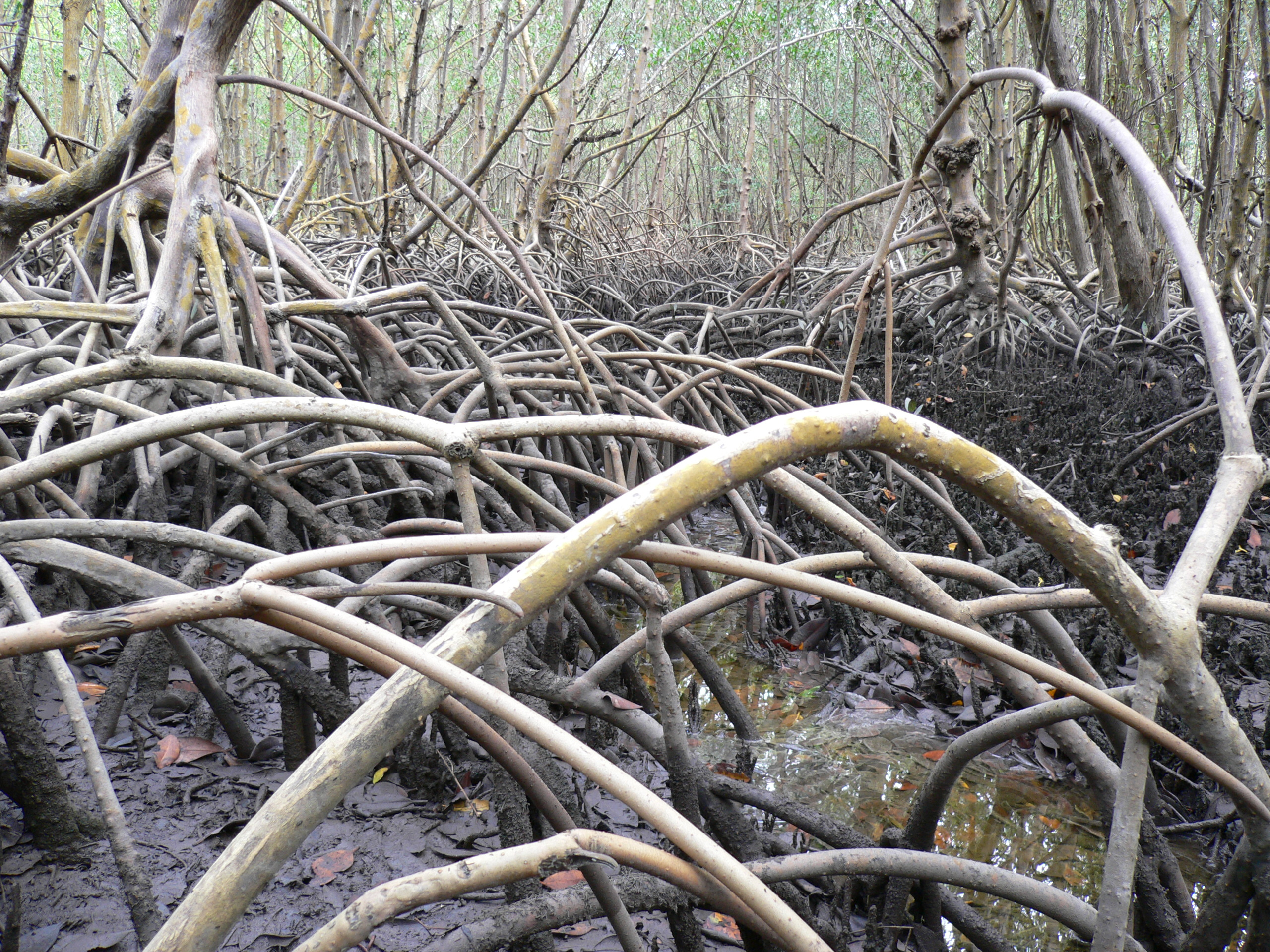
Vzdušné kořeny kyjovníku

## Rozšíření
Rod kyjovník zahrnuje jediný druh, Laguncularia racemosa. Je rozšířen na pobřežích tropické Ameriky, na západním pobřeží tropické Afriky a na Galapážských ostrovech. Na západním pobřeží Ameriky se vyskytuje od Mexika (poloostrov Baja California) po severní Peru, na východním pobřeží od středního Mexika a Floridy přes Karibské ostrovy po jihovýchodní Brazílii. V Africe sahá jeho rozšíření od Senegalu po Angolu.

## Ekologické interakce
Kyjovníky rostou nad horní hranicí přílivu a tvoří vnější, od moře vzdálenější zónu mangrovových porostů.
Květy jsou navštěvovány rozličným hmyzem, zejména včelami, vosami, mouchami a motýly. V populacích kyjovníku se vyskytují oboupohlavné i pouze samčí rostliny (androdioecie). Při nedostatku opylovačů jsou oboupohlavné květy schopny samosprášení.
Semena začínají klíčit ještě na mateřské rostlině, posléze opadávají a jsou šířena vodou. Díky korkovitému oplodí plavou na hladině. Vyklíčí asi po 8 dnech pobytu v mořské vodě, kořínky se objevují již po 5 dnech. Životnost semen je asi 35 dní.

## Význam
Porosty kyjovníku zpevňují pobřeží a hostí potěr některých ekonomicky významných druhů ryb a korýšů. Dřevo je těžké a tvrdé, žlutohnědé. Mimo použití na palivo nemá zvláštní význam. Kůra obsahuje až 14 % tříslovin a je používána při vyčiňování kůží.